# Calliferoplia crenulata
Calliferoplia crenulata är en skalbaggsart som beskrevs av Marc Lacroix 1998. Calliferoplia crenulata ingår i släktet Calliferoplia och familjen Melolonthidae. Inga underarter finns listade.